# Герб Любомльського району
Герб Лю́бомльського райо́ну — це офіційний символ Любомльського району Волинської області, затверджений рішенням районної ради. Разом із прапором становить офіційну символіку району.

## Опис
Герб Любомльського району (землі) — щит у формі чотирикутника з півколом в основі, червоного кольору із зображенням срібної сторожової вежі. У правому верхньому куті зображено срібний Волинський хрест.

## Значення символів
У гербі Любомльського району (землі) взято за основу силует сторожової вежі, яка стояла в місті Угровську над Бугом у ХІІІ столітті. Вежа, як основний елемент оборони, характеризує Любомльщину як прикордонний регіон. Вежа білого (срібного) кольору, який в геральдиці символізує чистоту і непорочність, розміщена на тлі (фоні) щита червоного кольору, який означає хоробрість, гарячу любов до своєї землі. Наявність білого Волинського хреста у верхньому лівому куті як символу християнства і герба Волині свідчить про належність Любомльщини до Волинської землі.

## Порядок використання
Герб Любомльської землі використовується як місцева символіка і на в'їзних знаках населених пунктів району, при оформленні адміністративних, торгових приміщень, на етикетках продукції місцевого виробництва, при оформленні торгових знаків тощо.
За використання місцевої символіки районна рада може встановлювати місцевий податок.